# Matthew Carley
Matthew Carley (Deal, 21 dicembre 1984) è un arbitro di rugby a 15 inglese, internazionale dal 2014.

## Biografia
Nato a Deal, si avvicina al mondo del rugby frequentando fin da piccolo la scuola rugby del suo paese e iniziando ad arbitrare all'età di 16 anni. Mentre frequenta il corso di scienze dello sport presso l'università del Gloucestershire, diventa la prima persona a ricevere una borsa di studio per l'arbitraggio da parte della RFU. Conseguita la laurea, ritorna a Deal, dove inizia a giocare a cricket mentre prosegue la sua attività di arbitro di rugby.
Nel 2010 esordisce nel Championship, la seconda divisione inglese, e viene designato per le World Sevens Series di rugby a 7 a Dubai. Il 23 dicembre 2012, nell'ambito di un programma di test organizzato dalla RFU, è il primo arbitro a indossare una body cam (chiamata "refcam") in occasione dell'incontro di Championship tra Newcastle Falcons e London Scottish.
Esordisce in Premiership il 4 maggio 2013, arbitrando l'incontro tra London Welsh e Worcester Warriors, vinto dai London Welsh per 33 a 22. Al termine della stagione 2012-2013, la RFU annuncia la promozione di Carley ad arbitro tirocinante professionista.
Nel corso della stagione successiva fa il suo esordio in Challenge Cup, arbitrando il 7 dicembre 2013 l'incontro tra i Cavalieri Prato e i Lusitanos XV, vinto dagli italiani per 40 a 22. Diventa arbitro professionista effettivo nella stagione 2015-2016, in cui arbitra la sua prima finale di Premiership e, nella stessa stagione, esordisce anche in Champions Cup, venendo designato per l'incontro tra Munster e Treviso del 14 novembre 2015, terminato 32 a 7 in favore degli irlandesi. È stato inoltre designato in semifinale di Champions Cup nel 2020-2021 e nel 2021-2022 e in un quarto di finale della Challenge Cup 2022-2023.
In ambito internazionale, dopo avere arbitrato qualche incontro in tornei minori nel 2014, viene designato per il suo primo test match ufficiale, giocato tra Portogallo e Spagna, il 14 marzo 2015 a Coimbra. Il suo esordio in partite disputate da squadre di Tier 1, però, avviene l'anno successivo. Dal 2019 viene designato annualmente nel Sei Nazioni e vanta anche tre designazioni nell'edizione 2021 del Rugby Championship.
Il 7 maggio 2019 viene inserito da World Rugby nella lista degli assistenti arbitrali, tra i quali è l'unico inserito in qualità di "arbitro di riserva", per il mondiale del 2019 in Giappone. Nel corso del torneo è stato designato come assistente in 6 incontri della fase a gironi.
Il 10 maggio 2023 World Rugby lo inserisce tra gli arbitri convocati per il mondiale del 2023 in Francia.